# USS Zane (DD-337)
USS Zane (DD-337/DMS-14/AG-109) là một tàu khu trục lớp Clemson được Hải quân Hoa Kỳ chế tạo vào cuối Chiến tranh Thế giới thứ nhất. Nó là chiếc tàu chiến duy nhất của Hải quân Hoa Kỳ được đặt theo tên Đại úy Thủy quân Lục chiến Randolph Zane (1887-1918), người tử thương tại Pháp trong Thế Chiến I. Được cải biến thành một tàu quét mìn cao tốc và xếp lại lớp với ký hiệu lườn DMS-14, Zane tiếp tục phục vụ trong Chiến tranh Thế giới thứ hai cho đến khi được cho ngừng hoạt động vào năm 1944 và bị tháo dỡ năm 1946.

## Thiết kế và chế tạo
Zane được đặt lườn vào ngày 15 tháng 1 năm 1919 tại Xưởng hải quân Mare Island ở Vallejo, California. Nó được hạ thủy vào ngày 12 tháng 8 năm 1919, được đỡ đầu bởi cô Marjorie Zane, con gái Đại úy R. T. Zane; được xếp lại lớp như DD-337 vào ngày 17 tháng 7 năm 1920, và được đưa ra hoạt động vào ngày 15 tháng 2 năm 1921 dưới quyền chỉ huy của Hạm trưởng, Thiếu tá Hải quân P. Seymour.

## Lịch sử hoạt động

### Thập niên 1920

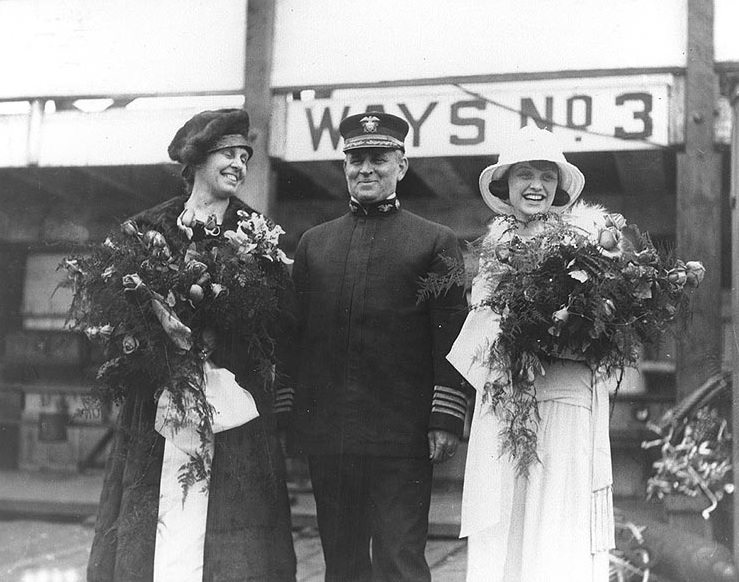
Cô Marjorie Zane (phải) và mẹ cô, bà Barbara Zane (con gái Thống đốc bang California William D. Stephens) trong lễ hạ thủy USS Zane.

Sau khi được trang bị và chạy thử máy, Zane được tiếp nhiên liệu tại Port Costa, California vào cuối tháng 6 năm 1921, rồi lên đường đi Xưởng hải quân Puget Sound, Bremerton, Washington để được tiếp liệu. Quay trở lại Mare Island, nó gia nhập Đội khu trục 14 tại San Francisco, California vào ngày 22 tháng 6, rồi lên đường vào ngày hôm sau để đi sang Trạm Á Châu. Đi ngang qua Trân Châu Cảng, Midway và Guam, nó đi đến Cavite, Philippines vào ngày 24 tháng 8. Chiếc tàu khu trục sau đó hoạt động tại khu vực quần đảo Philippine, ngoài khơi Cavite, Manila, Olongapo và vịnh Lingayen trong các cuộc cơ động và thực hành trong suốt mùa Xuân năm 1922. Nó rời Manila vào ngày 3 tháng 6 năm 1922 để hướng sang vùng biển Trung Quốc.
Zane đi đến vùng lưu vực sông Dương Tử vào ngày 6 tháng 6, và đang khi di chuyển đến cửa sông Hoàng Phố trên đường đi Thượng Hải, đã phát hiện chiếc tàu hơi nước Trung Quốc Tse Kiang đang tiến đến gần từ phía đuôi bên mạn phải. Con tàu hơi nước vẫn duy trì hướng đi và tốc độ, không làm gì để có thể tránh va chạm. Zane tìm cách cơ động để tránh tai nạn hầu như rõ ràng, nhưng đã quá trễ. Lúc 11 giờ 58 phút, Tse Kiang đâm vào đuôi chiếc tàu khu trục. May mắn là chỉ bị hư hại nhẹ, chiếc tàu khu trục tiếp tục hành trình, đến được Thượng Hải hai giờ rưỡi sau đó và neo đậu cặp theo chiếc tàu chị em Rathburne (DD-113) tại phao nổi của Hoa Kỳ. Nó đi vào ụ tàu Dương Tử vào ngày 15 tháng 6 để sửa chữa và ra khỏi ụ tàu vào ngày hôm sau. Khởi hành đi Yên Đài vào ngày 5 tháng 7, nó đi đến cảng phía Bắc Trung Quốc này vào ngày 7 tháng 7 và ở lại đây cho đến ngày 30 tháng 7, khi nó chuyển sang Tần Hoàng Đảo, cảng biển gần phía chân dãy Vạn lý trường thành, nơi thủy thủ đoàn được nghỉ phép để thăm Bắc Kinh. Nó ở lại Tần Hoàng Đảo từ ngày 31 tháng 7 đến ngày 5 tháng 8, khi nó lên đường quay trở về Yên Đài.
Zane khởi hành từ Yên Đài để quay trở về nhà vào ngày 25 tháng 8, viếng thăm Nagasaki, Nhật Bản trong chặng đầu của chuyến đi đến vùng bờ Tây Hoa Kỳ. Sau khi ghé qua Midway và Trân Châu Cảng, nó về đến San Francisco vào ngày 2 tháng 10. Chuyển đến Xưởng hải quân Mare Island vào ngày 9 tháng 10, nó tháo dỡ các thiết bị ngư lôi, mìn và đổ bộ trong ba ngày tiếp theo, rồi được tiếp nhiên liệu tại Martinez, California trước khi đi đến San Diego và San Pedro, California. Được cho xuất biên chế tại San Diego vào ngày 1 tháng 2 năm 1923, nó nằm trong thành phần dự bị trong bảy năm tiếp theo.

### Thập niên 1930
Nhập biên chế trở lại vào ngày 25 tháng 2 năm 1930 dưới quyền chỉ huy của Hạm trưởng, Thiếu tá Hải quân C. J. Parrish, Zane hoạt động như một đơn vị thuộc Hạm đội Chiến trận trong một thập niên tiếp theo, ngoại trừ một giai đoạn ngắn nó được phân về Hải đội Dự bị Luân phiên 20 vào cuối năm 1934. Thoạt tiên được điều về Đội khu trục 10, Hải đội Khu trục 4 thuộc Chi ham đội Khu trục 2 của Lực lượng Khu trục Hạm đội Chiến trận, nó phục vụ trong thập niên 1930 qua nhiều hải đội khác nhau, nhưng đều thuộc Chi ham đội Khu trục 2. Nó tham gia các cuộc tập trận Vấn đề Hạm đội, những cuộc cơ động hạm đội lớn bắt đầu được tổ chức từ những năm 1920 để phát triển chiến thuật và thiết bị; chúng được tổ chức trải rộng suốt từ bờ Tây Hoa Kỳ cho đến vùng biển Caribe, Tây Đại Tây Dương cũng như tại vùng kênh đào Panama.
Tuy nhiên, với chương trình chế tạo tàu khu trục mới cho ra những con tàu hiện đại, nhanh hơn và được trang bị vũ khí mạnh hơn nhiều, việc giữ lại những chiếc "bốn ống khói" cũ trong vai trò tàu khu trục ngày càng giảm. Dù sao, cùng lúc đó lại có nhu cầu ngày càng tăng về những tàu quét mìn cao tốc, tàu rải mìn nhanh, tàu tiếp liệu thủy phi cơ nhằm đáp ứng những yêu cầu chiến thuật mới của Hải quân. Được cải biến thành một tàu quét mìn cao tốc tại Xưởng hải quân Trân Châu Cảng và xếp lại lớp với ký hiệu lườn DMS-14 vào ngày 19 tháng 11 năm 1940, Zane hoạt động chủ yếu tại vùng biển Hawaii trước thềm Chiến tranh Thế giới thứ hai.

### Thế Chiến II

#### Trân Châu Cảng
Vào sáng ngày 7 tháng 12 năm 1941, Zane neo đậu tại Trân Châu Cảng cùng với ba tàu chị em thuộc Đội quét mìn 4: Trever (DMS-16), Wasmuth (DMS-15) và Perry (DMS-17). Thủy thủ đoàn vừa hoàn tất bữa ăn sáng khi, vào lúc 07 giờ 57 phút, một trinh sát viên trực gác phát hiện một máy bay ném bom thả bom xuống phần phía Nam của đảo Ford sau một cú bổ nhào dài từ phía Bắc. Chỉ khi đó anh ta mới nhận ra đó là một máy bay Nhật Bản.
Với 10% thủy thủ và 25% số sĩ quan đang nghỉ phép trên bờ, Zane bước vào báo động trực chiến, và chỉ trong vòng ba phút sau tiếng nổ đầu tiên, nó đã trực chiến các khẩu đội súng máy phòng không.50-caliber. Vị chỉ huy của nó, Thiếu tá Hải quân L. M. LeHardy, là sĩ quan cao cấp nhất trên biển của đội tàu vào lúc đó, ông báo cáo:" 0800 Phát hiện máy bay Nhật bay thấp bên trên đảo Ford, nhận diện rõ ký hiệu của đối phương. Đây không phải là một cuộc thực tập." Nó nổ súng vào mọi máy bay đến đủ gần, và bắt đầu chuẩn bị để lên đường lúc 08 giờ 03 phút, trong khi thủy thủ chuẩn bị những dây chuyền tiếp đạn. Lúc 08 giờ 30 phút, Zane trông thấy một tàu ngầm lạ cách 200 thước Anh (180 m) về phía đuôi chiếc Medusa (AR-1), đang neo đậu ở phao K-23 gần đó; tuy nhiên vị nó trí neo đậu của nó bị khuất sau chiếc Perry cặp bên ngoài, không cho phép nó khai hỏa khẩu pháo 4-inch phía đuôi. Dù sao, tàu khu trục Monaghan (DD-354) đã làm tròn nhiệm vụ lúc 08 giờ 40 phút; truy đuổi chiếc tàu ngầm bỏ túi Kiểu A của Nhật và tiêu diệt nó bằng cách húc và thả mìn sâu.
Trong khi đó, hạm đội dần dần bắt đầu bắn trả, và cho đến khi đợt máy bay Nhật Bản thứ hai đến nơi, lực lượng đã sẵn sàng trực chiến. Hỏa lực từ một tàu lân cận, có thể là Medusa, đã bắn rơi một máy bay đối phương mà quả bom phát nổ dưới nước ngay cạnh Perry; chiếc máy bay đối phương bốc cháy và đâm xuống đất trên bờ. Sau đó các tàu chiến thuộc Đội quét mìn 4 khởi hành từng chiếc một để tuần tra gần bờ. Zane không bị hư hại trực tiếp do cuộc tấn công của đối phương, nhưng hỏa lực phòng không của nhiều tàu bạn lân cận cũng như của chính nó gây hư hại nhẹ cho dàn ăn-ten của nó. Lúc 14 giờ 10 phút, nó cùng với Walmuth phối hợp quét mìn ở lối ra vào cảng cho đến 15 giờ 47 phút, khi nó trở ra khơi tuần tra chống tàu ngầm, lúc có nhiều báo cáo trông thấy tàu ngầm đối phương, nhưng hầu hết là do tưởng tượng.

#### 1942
Zane hoạt động tại chỗ ngoài khơi Trân Châu Cảng trong mùa Xuân năm 1942, trước khi rời khu vực quần đảo Hawaii vào ngày 5 tháng 4 hộ tống một đoàn tàu vận tải đi đến San Pedro, California với vận tốc 8 hải lý trên giờ (15 km/h). Nó được sửa chữa và cải biến tại Xưởng hải quân Mare Island trước khi quay trở lại Trân Châu Cảng vào đầu tháng 6. Trong khi đó, xu hướng chiến tranh bắt đầu đổi chiều; tám tháng sau trận Trân Châu Cảng, Hải quân Hoa Kỳ tung ra đợt đổ bộ phản công đầu tiên mang tên mã Chiến dịch Watchtower nhắm vào các vị trí do quân Nhật chiếm giữ tại quần đảo Solomon; kế hoạch này dự định bắt đầu vào ngày 7 tháng 8.
Tình báo Hoa Kỳ biết được một số khu vực không được rải mìn ngoài khơi các bãi đổ bộ, nhưng những nhà lập kế hoạch tác chiến cho rằng tốt nhất nên xác định ranh giới chính xác của mọi bãi mìn hiện hữu trong khu vực. Vì vậy, Zane cùng bốn tàu chị em Hopkins (DMS-13), Southard (DMS-10), Hovey (DMS-11) và Trever được lệnh rà quét một khu vực kéo dài về phía Port Purvis thuộc đảo Gavutu trước khi tách ra làm hai nhóm tiến đồng thời đến bãi "Red", quét sạch một dãi rộng 1.000 thước Anh (910 m) băng qua eo biển Lengo về phía eo biển Indispensable. Các khẩu đội pháo phòng thủ duyên hải Nhật Bản đã nổ súng nhắm vào các con tàu một cách rời rạc, không gây được hư hại gì. Đến 15 giờ 50 phút của ngày đổ bộ đầu tiên 7 tháng 8, toàn khu vực đã được rà soát và không tìm thấy quả mìn nào.
Trong những tuần lễ tiếp theo, trận Guadalcanal diễn ra căng thẳng và quyết liệt khi quân Nhật quyết cố giữ những vị trí đang chiếm đóng. Phía Hoa Kỳ buộc phải gửi lực lượng tăng viện đến mặt trận trong những giờ ban ngày, khi họ làm chủ được trên không; nhưng vào ban đêm, với khả năng chiến đấu ban đêm vượt trội, quân Nhật kiểm soát được tình hình chung quanh Solomon. Zane hoạt động tại khu vực ngoài khơi Tulagi và Guadalcanal, xen kẻ các hoạt động càn quét và tuần tra với những đợt bảo trì thường lệ tại Nouméa, New Caledonia. Vào ngày 8 tháng 9, trong một chuyến tuần tra thường lệ, nó phát hiện những máy bay ném bom tầm cao Nhật Bản bay ngang hướng về phía Guadalcanal.
Sang mùa Thu, khi cuộc chiến trên bờ ngày càng căng thẳng ác liệt, nhu cầu tiếp liệu cho Không lực Cactus duy trì hoạt động, đặc biệt là xăng máy bay, tăng vọt. Từ Espiritu Santo, Zane và tàu chị em Trevor chất đầy những thùng xăng máy bay trên sàn tàu cùng với ngư lôi, đạn dược và tiếp liệu, và mỗi chiếc kéo theo hai xuồng phóng lôi PT boat đi về hướng Guadalcanal. Họ đi đến cảng Tulagi lúc 05 giờ 30 phút ngày 25 tháng 10, Trever hoàn tất việc chất dỡ hàng lúc 07 giờ 00. Đến 08 giờ 09 phút, khi có báo động phòng không vang lên từ phía bờ biển, Trever nhổ neo tiến ra cảng trong khi Zane cũng lên đường hầu như ngay lúc đó. Nó đi trước Trever khoảng 700 yd (640 m) trong vùng biển được bao bọc bởi các đảo Tulagi, Koko-tambu và Songoangona.
Đến 09 giờ 55 phút, trạm thông tin tại Tulagi thông báo cho cả hai con tàu sự xuất hiện của ba tàu chiến đối phương tại eo biển giữa các đảo Savo và Florida, trên hướng tiến vào eo biển "Đáy Sắt". Vị chỉ huy của Trever đồng thời là tư lệnh đội đặc nhiệm, Trung tá Hải quân D. M. Agnew, cân nhắc đề nghị trú ẩn những con tàu của ông ngược dòng sông Maliala. Không muốn ẩn núp, "mắc bẫy như những con chuột' theo lời của mình, Agnew chọn cách rút chạy. Zane và Trever lên đường với tốc độ tối đa, rời eo biển dẫn vào cảng Tulagi lúc 10 giờ 14 phút. Trinh sát viên trông thấy ống khói và đỉnh cột ăn-ten của ba con tàu hầu như đồng thời ở khoảng cách 21.000 yd (19 km) và phương vị 250 độ, đang dần dần chuyển sang hướng hội tụ. Trong vòng năm phút, họ ghi nhận cả ba tàu đối phương đều đổi hướng để rút ngắn khoảng cách đối với họ.
Ba tàu khu trục đối phương Akatsuki, Ikazuchi và Shiratsuyu, vốn hình thành nên Đơn vị Tấn công 1, được biệt phái làm nhiệm vụ hỗ trợ hỏa lực ban ngày cho lực lượng Nhật Bản trên bộ trong nỗ lực chiếm Sân bay Henderson. Mỗi con tàu Nhật được trang bị sáu khẩu pháo 5 in (130 mm) nên có ưu thế áp đảo so với các đối thủ Hoa Kỳ vốn chỉ có cỡ nòng pháo nhỏ hơn. Đến 10 giờ 20 phút, đội hình đối phương lại đổi hướng để tiếp tục rút ngắn khoảng cách, và bắt đầu xoay các khẩu hải pháo mạnh nhất hướng vào mục tiêu. Trong khi đó, Zane và Trever vòng qua vùng biển đá ngầm để đi vào eo biển Sealark. Mười phút sau, ở khoảng cách độ 9.200 yd (8,4 km), các tàu Nhật bắt đầu nổ súng, bắt đầu trận chiến.
Do nhiệm vụ được giao sẵn cho chúng, các tàu chiến Nhật sử dụng đạn pháo nổ mạnh thay vì đạn xuyên thép. Đạn pháo bắt đầu rơi chung quanh Trever và Zane đang chạy zig-zag để lẩn tránh. Một quảđạn pháo đối phương đã đánh trúng tháp pháo 3 in (76 mm) số 1 phía trước của Zane, làm thiệt mạng ngay lập tức ba người; những mảnh đạn pháo khác gây hư hại các cột ăn-ten của con tàu. Đến 10 giờ 40 phút, may mắn là các con tàu Nhật đổi hướng để tấn công Seminole (AT-65) cùng một tàu tuần tra nhỏ ngoài khơi Lunga Point, đánh chìm chúng trước khi rút lui trước mối đe dọa của các máy bay cất cánh từ Sân bay Henderson. Trong khi đó Zane và Trever tiếp tục rút lui về phía Đông. Đến 10 giờ 55 phút, hai con tàu đổi hướng đi đến phía Nam và Tây của đảo San Cristobal.
Zane tiếp tục ở lại khu vực tiền phương của chiến trường Tây Nam Thái Bình Dương cho đến hết năm 1942. Cùng với Trever, chiếc tàu quét mìn cao tốc đã kéo các xuồng PT Boat thuộc Hải đội Tàu phóng lôi 2 từ Nouméa đến Espiritu Santo vào giữa tháng 11; rồi sau đó hộ tống một đoàn tàu vận tải đi từ New Hebrides đến Tulagi và Guadalcanal trước khi được gửi đến Sydney, Australia vào tháng 1 năm 1943 để sửa chữa, cũng là một dịp cho thủy thủ đoàn được nghỉ ngơi.

#### 1943
Đang khi ở lại Sydney, Zane được huy động vào một nhiệm vụ giải cứu. Vào ngày 22 tháng 1, tàu ngầm Nhật I-21 đã phóng ngư lôi đánh hỏng chiếc tàu hơi nước Hoa Kỳ Peter H. Burnett; sang ngày hôm sau, Zane nhận mệnh lệnh đi đến vị trí sau cùng mà con tàu báo cáo. Lúc 12 giờ 55 phút ngày 25 tháng 1, nó trông thấy một thủy phi cơ PBY Catalina thuộc Không quân Hoàng gia Australia, vốn đã dẫn đường cho chiếc tàu quét mìn đi đến tọa độ của chiếc bè cứu sinh của Peter H. Burnett. Cho dù hành khách và thủy thủ đoàn của chiếc tàu hơi nước tin rằng con tàu sẽ đắm do hậu quả của phát ngư lôi đánh trúng phía đuôi tàu, và đã bỏ tàu; tàu của họ vẫn tiếp tục nổi. Zane đón lên tàu 14 người lúc 13 giờ 30 phút, gồm 12 thành viên thủy thủ đoàn và hai hành khách Lục quân, rồi đổi hướng để đi đến tọa độ sau cùng được báo cáo của con tàu. Chiếc Catalina đã giúp thông báo qua vô tuyến vị trí của con tàu bị đánh hỏng, giúp Zane đến hiện trường lúc 17 giờ 35 phút. Nó dùng xuồng máy đưa 13 người quay trở lại tàu của họ; một người được giữ lại Zane để chữa trị vết thương khi chiếc tàu hơi nước trúng ngư lôi. Sau đó Zane kéo Peter H. Burnett quay trở lại Sydney, đến nơi an toàn vào ngày 27 tháng 1.
Zane quay trở lại Guadalcanal vào cuối tháng 2. Trong khi nó vắng mặt khỏi chiến trường, tình hình đã xoay chuyển đáng kể: quân Nhật đã rút khỏi hòn đảo từng bị tranh chấp quyết liệt vào ngày 7 tháng 2, và sang ngày hôm sau Hoa Kỳ đã hoàn toàn kiểm soát nơi đây. Các nhà chiến lược Hoa Kỳ bắt đầu nhắm đến quần đảo Russell, 60 mi (97 km) về phía Tây-Tây Bắc Guadalcanal. Chiến dịch Cleanslate là bước "nhảy cóc" đầu tiên bỏ qua các đảo tại Nam Thái Bình Dương. Trong thành phần Đơn vị Đặc nhiệm 61.1.3, Zane kéo bốn tàu đổ bộ (gồm hai chiếc LCVP, một chiếc LCV và một chiếc LCM) đi đến mục tiêu được chỉ định. Đến ngày 21 tháng 2, chiến dịch được tiến hành, nhưng không gặp bất kỳ sự kháng cự nào, vì đối phương đã triệt thoái khỏi quần đảo này trước đó.
Hoạt động đổ bộ tiếp theo của Zane là trong Chiến dịch Toenails, cuộc đổ bộ nhằm chiếm đóng New Georgia. Nó cùng Talbot (APD-7) hình thành nên Đơn vị Đặc nhiệm 31.1.1; mỗi chiếc đón lên tàu một đại đội thuộc Trung đoàn Bộ binh 169 cùng một tàu đổ bộ LCVP tại quần đảo Russell vào ngày 29 tháng 6 để đi đến mục tiêu: hai hòn đảo nhỏ bảo vệ trực tiếp cho hướng tiếp cận đến bãi Zanana thuộc đảo New Georgia. Bãi đổ bộ này được chọn là điểm xuất phát cho cuộc tấn công bên sườn đến sân bay chiến lược Munda.
Hoàn cảnh thời tiết không thuận lợi: mây thấp, mưa rào, gió mạnh, biển động và tầm nhìn kém, đã ảnh hưởng đến chiến dịch ngay từ đầu, nhưng Zane và Talbot cũng đến được lối ra vào luồng Onaiavisi lúc khoảng 02 giờ 25 phút ngày 30 tháng 6, bắt đầu làm nhiệm vụ của chúng. Tuy nhiên, ít lâu sau 03 giờ 00, Zane bị mắc cạn trong một cơn mưa rào lớn trong lúc đang cho đổ bộ binh lính của nó; dù sao tai nạn không ảnh hưởng đến quá trình đổ bộ, vì cả Zane lẫn Talbot đều thành công trong việc cho đổ bộ các đại đội thuộc Trung đoàn 169 lên bờ mà không chịu tổn thất tại các đảo Sasavele và Baraulu, giữ vững lối ra vào cho đến khi các hoạt động tấn công được thực hiện tại bãi Zanana.
Zane tiếp tục bị mắc cạn phần mũi tàu cho đến 05 giờ 23 phút, khi nó cuối cùng rút ra được. Tuy nhiên, chiếc tàu quét mìn cao tốc lại bị mắc cạn phần đuôi hầu như ngay lập tức, gây hư hại cho các chân vịt của nó. Một lần nữa nó cố sử dụng chính động lực của mình để thoát ra; tuy nhiên nó không thành công cho dù có thêm sự hỗ trợ của Talbot. Hoàn cảnh của cực kỳ nguy hiểm, bất động như "một con vịt ngồi" trong khi sân bay Munda do phía Nhật Bản chiếm đóng chỉ cách đó 5 mi (8,0 km); may mắn là không một khẩu đội pháo đối phương nào được báo động để nhắm vào nó. Sau khoảng bốn giờ, Rail (AT-139) thành công trong việc kéo Zane ra khỏi rạn đá ngầm. Chiếc tàu kéo hạm đội Rail, bản thân trước đây cũng là một tàu quét mìn, kéo Zane quay trở lại Solomon để sửa chữa, về đến Tulagi vào ngày 2 tháng 7.
Sau khi được sửa chữa tạm thời cho phép con tàu có thể rời Guadalcanal bằng chính động lực của mình, Zane quay về vùng bờ Tây ngang qua Espiritu Santo và Trân Châu Cảng, đi đến Xưởng hải quân Mare Island để được cải biến và sửa chữa triệt để. Nó lại khởi hành từ Mare Island vào ngày 23 tháng 9, đi sang phía Tây hướng đến Trân Châu Cảng, đi đến Oahu vào ngày 30 tháng 9. Nó ở lại khu vực này trong phần còn lại của năm 1943 cho đến giữa tháng 1 năm 1944.

#### 1944
Khởi hành từ Trân Châu Cảng vào ngày 22 tháng 1 năm 1944, Zane tham gia Chiến dịch Flintlock nhằm chinh phục quần đảo Marshall. Nằm trong thành phần Lực lượng Tấn công phía Nam, nó được phân nhiệm vụ hộ tống các tàu vận tải cho Đơn vị Đặc nhiệm 52.7.1 cùng với tàu chị em Perry, bốn tàu khu trục và hai tàu săn tàu ngầm. Nó bảo vệ cho các tàu vận chuyển trong giai đoạn tấn công lên Kwajalein, rồi phục vụ như tàu quét và loại bỏ mìn trong khi diễn ra cuộc đổ bộ lên Eniwetok. Trong các hoạt động này, nó bị hư hại nhẹ do các quả mìn nó phá hủy, một số bị kích nổ chỉ ở khoảng cách 100 yd (91 m) đối với con tàu.
Sau khi quay về Trân Châu Cảng vào tháng 3 để bảo trì, Zane tham gia hoạt động tác chiến cuối cùng của nó trong chiến tranh vào mùa Hè: Chiến dịch Forager nhằm chinh phục quần đảo Marianna. Hoạt động như một tàu phá hủy mìn, nó nằm trong thành phần Đội đặc nhiệm 12.13, Đội quét mìn và Khảo sát thủy văn Đơn vị 2, vốn còn bao gồm ba tàu chị em Chandler (DMS-9), Palmer (DMS-5) và Howard (DMS-7). Trong giai đoạn đổ bộ, vốn được thực hiện vào ngày 15 tháng 6, khi Lực lượng Đặc nhiệm 52 (Lực lượng Tấn công phía Bắc) dưới quyền Phó đô đốc Richmond K. Turner bắt đầu tung lên bờ binh lính Thủy quân Lục chiến dưới quyền Trung tướng Holland M. Smith, nó đã thả phao tiêu đánh dấu và phá hủy những quả mìn trôi dạt bằng hải pháo. Nó trông thấy nhiều máy bay đối phương tấn công vào bãi đổ bộ, nhưng không thể can thiệp do đều ở ngoài tầm bắn những khẩu pháo của nó.
Khi lực lượng Thủy quân Lục chiến và Lục quân dưới quyền Thiếu tướng Roy S. Geiger đổ bộ lên các bãi biển Guam vào ngày 22 tháng 7, dưới sự hỗ trợ hỏa lực của lực lượng đặc nhiệm dưới quyền Chuẩn đô đốc Harry W. Hill, Zane hoạt động như một tàu hộ tống chống tàu ngầm cho một đội vận chuyển dự bị, Đội đặc nhiệm 53.19. Guam trở thành chiến dịch tác chiến cuối cùng mà chiếc tàu quét mìn kỳ cựu tham gia; vì sau khi ở lại khu vực Mariana cho đến ngày 8 tháng 8, nó trình diện để phục vụ cùng Tư lệnh Hải đội Dịch vụ 10 tại Ulithi thuộc quần đảo Caroline, làm nhiệm vụ kéo mục tiêu thực hành.

#### 1945
Zane làm nhiệm vụ kéo mục tiêu thực hành và hộ tống tại chỗ trong suốt thời gian còn lại của cuộc chiến tranh, ghé qua các khu vực Palau, Mariana, Caroline và Philippine, cho đến khi Nhật Bản đầu hàng vào giữa tháng 8 năm 1945, lúc nó đang thả neo tại vịnh San Pedro ngoài khơi Leyte. Trong khi đảm nhiệm những vai trò này, nó được xếp lại lớp từ một tàu quét mìn cao tốc thành một tàu phụ trợ, với ký hiệu lườn mới AG-109 vào ngày 5 tháng 6 năm 1945.

### Sau chiến tranh
Zane rời khu vực Tây Thái Bình Dương vào tháng 10 năm 1945, bắt đầu hành trình từ Leyte quay trở về nhà từ ngày 13 tháng 10. Ghé qua Eniwetok, Trân Châu Cảng và San Diego trên đường đi, nó băng qua kênh đào Panama vào ngày 25 tháng 11, và cuối cùng về đến Norfolk, Virginia vào ngày 29 tháng 11. Con tàu được cho xuết biên chế tại đây vào ngày 14 tháng 12 năm 1945.
Được cho rút khỏi danh sách Đăng bạ Hải quân vào ngày 8 tháng 1 năm 1946, con tàu được bán cho hãng Luria Brothers and Company vào ngày 22 tháng 10 năm 1946 và lườn tàu bị tháo dỡ từ ngày 3 tháng 3 năm 1947.

## Phần thưởng
Zane được tặng thưởng danh hiệu Đơn vị Tưởng thưởng Hải quân do thành tích hoạt động tại Guadalcanal cùng sáu Ngôi sao chiến trận do thành tích trong suốt Thế chiến II.